# アマリリス (小惑星)
アマリリス (1085 Amaryllis) は、小惑星帯の小惑星である。カール・ラインムートがハイデルベルクのケーニッヒシュトゥール天文台で発見した。
ヒガンバナ科のアマリリスに因んで名付けられた。